# Horbach (Meschede)
Horbach ist ein Ortsteil der Stadt Meschede im nordrhein-westfälischen Hochsauerlandkreis in Deutschland.

## Geografie
Das Gehöft befindet sich rund fünf Kilometer südlich von Meschede. Die Landschaftsschutzgebiete Talräume des Horbaches und Nebentäler südlich Remblinghausen sowie die Freiflächen westlich von Horbach grenzen den an Ort. Der gleichnamige Bach fließt durch Horbach und mündet südlich von Vellinghausen in die Hennetalsperre. Anliegende Orte sind Nichtinghausen und Remblinghausen.

## Geschichte
Im 14. Jahrhundert gehörte Horbach (damals Horbeke) zu den 40 Fronhöfen des Stiftes Meschede. Der Horbacher Fronhof wurde 1344 erstmals als Lehnsgut des Stiftes Meschede genannt. Im Rahmen der kommunalen Neuordnung wurde Horbach am 1. Januar 1975 ein Stadtteil der neuen Stadt Meschede.

## Religion

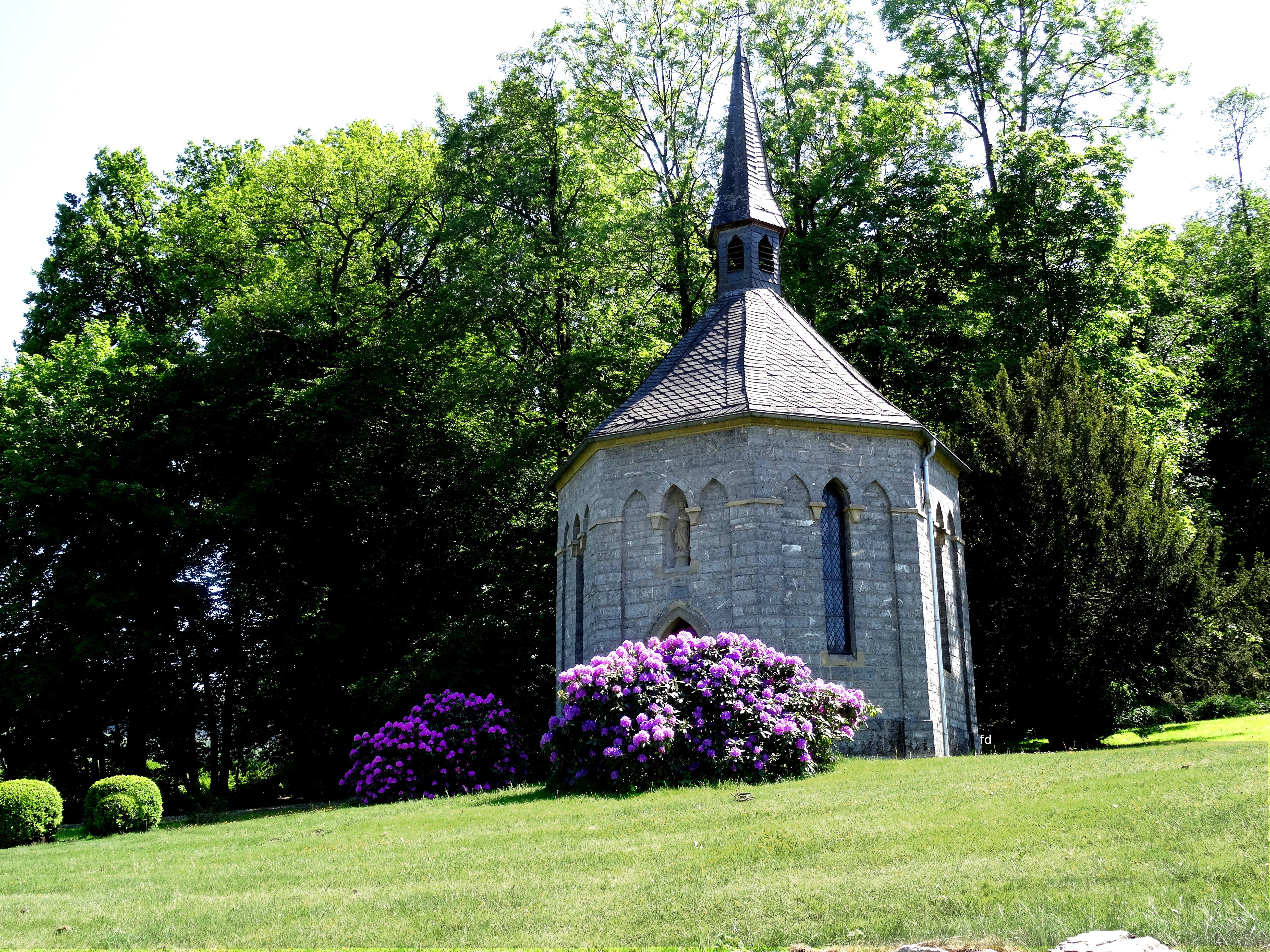
St. Apollonia Kapelle

In Horbach steht die denkmalgeschützte katholische St. Apollonia-Kapelle.